# Upptäcktsresanden A.E. Nordenskiöld
Upptäcktsresanden A.E. Nordenskiöld  är en målning i olja på duk av Georg von Rosen från 1886 föreställande Adolf Erik Nordenskiöld under dennes expedition med Vega genom Nordostpassagen. Nordenskiöld står i förgrunden, klädd i svart päls och med en tubkikare. I landskapet som består av packis syns Vega i bakgrunden.
Målningens mått är 344 cm × 242 cm (höjd * bredd). Den finns på Nationalmuseum, dit den skänktes 1887 av Oscar Dickson.
Målningen har också använts som omslagsbild till bland annat Oxford World's Classics utgåva av "The Adventures of Captain Hatteras" (Svenska: Kapten Hatteras resa till Nordpolen) av Jules Verne.